# Португалско синьо
Португалско синьо е ранен червен десертен и винен сорт грозде. Използват се като синоними: Блау португизер, Бургундски, Бургундер, Портюге блю, Опорто, Португалка.
Най-добри резултати дава по хълмовете с леки скелетни почви при добро изложение и в по-високите райони. Гроздовете не са големи, конически, а зърната са дребни, тъмносини, покрити със сивосин восъчен налеп със светли петна и с приятен вкус. Кожицата е тънка и крехка, а месото сочно.
Гроздето се използва за проготвяне на червени трапезни вина и за пряка консумация. От този сорт се приготвят леки и пивки трапезни вина.